# Appendicula steffensiana
Appendicula steffensiana är en orkidéart som först beskrevs av Rudolf Schlechter, och fick sitt nu gällande namn av Johannes Jacobus Smith. Appendicula steffensiana ingår i släktet Appendicula och familjen orkidéer. Inga underarter finns listade i Catalogue of Life.